# Nguyễn Thị Ngọc Bảo
Nguyễn Thị Ngọc Bảo (chữ Hán: 阮氏玉寶, ? - 29 tháng 9, 1586), là thứ phi của Minh Khang Thái vương Trịnh Kiểm, vị chúa đầu tiên của dòng họ Trịnh trong lịch sử Việt Nam.

## Tiểu sử
Bà Nguyễn Thị Ngọc Bảo nguyên quán ở Gia Miêu ngoại trang, huyện Tống Sơn, xứ Thanh Hoa, là con gái trưởng của đức Chiêu Huân Tĩnh công Nguyễn Kim, người lãnh đạo ban đầu của phong trào chống Mạc và khôi phục triều Lê. Không rõ bà chào đời vào năm nào. Theo gia phả họ Nguyễn ở Bồng Trung thì mẹ ruột của bà là người họ Đỗ.
Sau khi trưởng thành, bà được đem gả cho ông Trịnh Kiểm, một tướng lĩnh dưới quyền của Nguyễn Kim, dù khi đó Trịnh Kiểm đã có vợ là bà Lại Thị Ngọc Trân sinh ra con trưởng Trịnh Cối. Thông qua cuộc hôn nhân, Trịnh Kiểm từng bước thăng tiến trong triều đình nhà Lê, đạt tới chức Đại tướng quân, Dực quận công năm 1539, chỉ đứng dưới Nguyễn Kim trong hàng các võ tướng.
Năm 1545, Nguyễn Kim bị hàng tướng nhà Mạc là Dương Chấp Nhất hạ độc giết chết. Trước khi mất, Nguyễn Kim giao lại binh quyền cho con rể là Trịnh Kiểm. Sau khi nắm được quyền hành, Trịnh Kiểm tìm cách hãm hại con trưởng của Nguyễn Kim là Lãng quốc công Nguyễn Uông để trừ mối hậu hoạn, lại định hại cả người con thứ là Nguyễn Hoàng. Nguyễn Hoàng lo sợ, cầu xin riêng với bà Ngọc Bảo nhờ nói giùm Trịnh Kiểm cho mình vào trấn giữ đất Thuận Hóa vừa khôi phục từ tay nhà Mạc. Năm 1558, Trịnh Kiểm mới chấp thuận vào Nguyễn Hoàng vào ở đất Thuận Hóa, về sau dần lớn mạnh, mở đầu cho sự nghiệp 9 đời chúa Nguyễn ở Nam Hà.
Năm 1550, bà Ngọc Bảo sinh cho Trịnh Kiểm một người con trai, và đây chính là Bình An vương Trịnh Tùng sau này. Ngày 24 tháng 3 năm 1570, Trịnh Kiểm qua đời, con trưởng là Trịnh Cối (do bà Lại Thị Ngọc Trân sinh ra) lên nối giữ binh quyền. Trịnh Tùng không chịu phục, bèn cử binh chống lại, cuối cùng trục xuất được Trịnh Cối, mà nắm lấy được chính quyền nhà Lê, mở ra thời kỳ vua Lê, chúa Trịnh.
Ngày 17 tháng 8 ÂL niên hiệu Quang Hưng triều vua Lê Thế Tông, tức 29 tháng 9 năm 1586, phủ đệ của Trịnh Tùng tại An Trường gặp phải hỏa hoạn, bà Ngọc Bảo bị chết trong đám cháy. Được truy tặng là Vương thái phi (王太妃), thụy hiệu Từ Nghi (慈儀).

## Gia quyến
- Thân phụ: Chiêu Huân Tĩnh công Nguyễn Kim (1468 - 1545). Dưới triều Nguyễn được truy tôn Triệu Tổ Tĩnh hoàng đế.
- Thân mẫu: Họ Đỗ, không rõ sự tích.
- Anh em
  - Lãng quốc công Nguyễn Uông (? - 1545).
  - Đoan quốc công Nguyễn Hoàng (1525 - 1613). Dưới triều Nguyễn được truy tôn Thái Tổ Gia Dụ hoàng đế.
- Phu quân: Minh Khang Thái vương Trịnh Kiểm (1503 - 1570).
- Hậu duệ
  - Bình An vương Trịnh Tùng (1550 - 1623)